# Robtel Neajai Pailey
Robtel Neajai Pailey est une universitaire, autrice et défenseure des droits humains libérienne. Après avoir étudié à l'université d'Oxford et à la School of Oriental and African Studies, elle enseigne à la London School of Economics (LSE). 
Dans le cadre de ses productions scientifiques et littéraires, elle s'intéresse particulièrement à divers phénomènes qui touchent les pays en voie de développement, dont le Liberia, et introduit notamment à l'égard du militantisme des droits humains libéral la critique du phénomène du sauveur blanc. Pour elle, il faut décoloniser la lutte pour les droits humains, à la fois dans les pays en voie de développement et dans les pays développés. 

## Biographie
Robtel Neajai Pailey naît au Liberia. Elle suit des études à l'université d'Oxford, à partir de 2006, où elle est boursière. Elle étudie ensuite à la School of Oriental and African Studies, une branche de l'université de Londres. Elle y soutient sa thèse intitulée « The Love of Liberty Divided Us Here? Factors Leading to the Introduction and Postponement in Passage of Liberia’s Dual Citizenship Bill » en 2014. Tandis qu'elle est encore en préparation de sa thèse, elle s'investit déjà dans le combat contre la pauvreté et contre la corruption. Elle écrit dès cette époque des articles dans plusieurs journaux internationaux, comme The New York Times, Africa Today ou The Guardian. Dans ces articles, elle met en exergue les liens coloniaux persistants entre le Liberia et les États-Unis.
En 2013, elle publie un livre pour les enfants appelé Gbagba mettant en scène le parcours de jumeaux et consacré à la problématique de la corruption. La chercheuse devient ensuite professeure adjointe à la London School of Economics.  

## Analyse
Ses contributions scientifiques s'intéressent particulièrement à la question coloniale et post-coloniale. Elle s'attaque à problématiser et étudier les mouvements et dynamiques de sauveur blanc dans les luttes contre les inégalités qui touchent les pays défavorisés. La chercheuse s'attache aussi à montrer que dans de nombreuses institutions cherchant le développement économique des pays en voie de développement, les choix qui sont effectués sont encore pris sous un prisme issu de visions occidentales et blanches. Ainsi, de nombreuses personnes à la tête de ces institutions, qui prennent des décisions, sont blanches.
De plus ; elle critique le fait de placer l'évolution des pays sur un plan productiviste, lié au développement économique.